# Cold Hearted
Cold Hearted (oft falsch betitelt mit Cold Hearted Snake) ist ein Pop-/R&B-Lied, das der Musikproduzent Elliot Wolff 1988 schrieb. Der von ihm mit der US-amerikanischen Pop- und R&B-Sängerin und Tänzerin Paula Abdul produzierte Song war 1989 ein Nummer-eins-Hit.
Die Single erreichte im Herbst 1989 Platz eins der Billboard Hot 100 und wurde Paula Abduls dritte aufeinander folgende Nummer-eins-Single in den USA im gleichen Jahr. Cold Hearted wurde in den USA und Kanada mit Gold ausgezeichnet. Die offizielle Veröffentlichung der Single war im Mai 1989, aufgenommen wurde das Lied bereits im Jahre 1988. Das Lied ist in der Single-Version 3:36 Minuten lang und in der ursprünglichen Version 3:51 Minuten. Cold Hearted wurde neben Straight Up eines von Paula Abduls bekanntesten und meistgespielten Liedern im Radio. Das Lied ist vor allem durch seinen Liedtext und das provokative Musikvideo bekannt.

## Geschichte
Cold Hearted wurde im Mai 1989 als fünfte Single von Paulas Debütalbum Forever Your Girl veröffentlicht. Im selben Jahr erreichten schon ihre Hits Straight Up und Forever Your Girl Platz eins der Billboard Hot 100, Cold Hearted sollte als dritte Nummer-eins-Single folgen. Damit wurde sie im Jahre 1989 eine von zwei Künstlern, die mit drei Singles den ersten Platz der Hot 100 erobern konnten, Paula Abdul und Milli Vanilli. Das Lied ist ein Up-tempo-Pop- und R&B-Song mit Dance- und New-Jack-Swing-Elementen. Im Lied rappt Paula Abdul mehrere Verse, damit ist Cold Hearted der erste Nummer-eins-Hit in den USA mit Sprechgesang seit Blondies Nummer-eins-Hit Rapture aus dem Jahre 1981, und der zweite in den Billboard Hot 100 überhaupt. Damit sorgten zwei Künstlerinnen für die ersten Rap-Nummer-eins-Hits und nicht männliche Künstler. Kritiker bezeichneten Paula Abdul aufgrund des großen Erfolges von drei aufeinander folgenden Nummer-eins-Hit als neue Madonna oder Whitney Houston.

## Musikvideo
Die Regie zum Musikvideo führte David Fincher. Das Musikvideo zu Cold Hearted war von Bob Fosses erotischer Tanzszene aus dem Film All That Jazz inspiriert. Im Musikvideo tanzt Abdul mit einer Gruppe von Tänzern unter anderem auf mehreren Gerüsten für einige Musikproduzenten. „Cold Hearted Snake“ wird im Musikvideo als Metapher für einen „langweiligen“ männlichen Musikproduzenten benutzt, wobei es im Lied an einen Narzissten gerichtet ist. Der Produzent sitzt mit den anderen Produzenten auf einer Couch und sagt, nachdem Abdul die Performance beendet, bloß: „it’s very nice.“ (dt. sehr nett). Abdul wiederholt „nice“, der Bildschirm wird dunkel und die Tänzer fangen an zu lachen. Das Video wurde bei YouTube mehr als 16 Millionen Mal abgerufen. Abduls eigene Choreografie für das Video wurde teils als sexuell provokant wahrgenommen. Das Musikvideo war ein Riesenerfolg bei MTV und lange Zeit eines der erfolgreichsten Musikvideos.
Das Musikvideo wurde zur 7"-Edit-Version gedreht und beinhaltet im Gegensatz zur Albumversion einen Rap.
Im Jahr 1999 nahm die amerikanische Popsängerin Christina Aguilera ein Tribut-Musikvideo an das Video zu Cold Hearted auf. Das Musikvideo zu dem Lied What a Girl Wants wurde an demselben Drehort von Cold Hearted gedreht und hat die gleiche Handlung wie Abduls Musikvideo.

## Kommerzieller Erfolg

### Chartplatzierungen
Cold Hearted erreichte im September 1989 für eine Woche Platz eins der Billboard Hot 100 und löste damit Richard Marx’ Ballade Right Here Waiting von der Spitze ab, die drei Wochen auf Platz eins stand. Cold Hearted wurde einer der größten Erfolg des Jahres 1989 in den USA und Kanada, wo es ebenfalls Platz eins erreichte, in den Jahrescharts erreichte Cold Hearted Platz sechs. Wegen des Erfolges und der großen Popularität verblieb die Single insgesamt acht Wochen in den Top Ten der US-Charts.
Cold Hearted war die letzte Single, die im Vereinigten Königreich vom Album Forever Your Girl im Jahr 1990 ausgekoppelt wurde. In den britischen Singlecharts erreichte die Single am 29. September 1990 mit Platz 46 die Höchstposition. In den deutschen Singlecharts erreichte Cold Hearted Platz 38.
| ChartsChartplatzierungen       | Höchstplatzierung | Wochen |
| ------------------------------ | ----------------- | ------ |
| Deutschland (GfK)              | 38 (15 Wo.)       | 15     |
| Vereinigte Staaten (Billboard) | 1 (21 Wo.)        | 21     |
| Vereinigtes Königreich (OCC)   | 46 (3 Wo.)        | 3      |

### Auszeichnungen für Musikverkäufe
| Land/Region               | Auszeichnungen für Musikverkäufe (Land/Region, Auszeichnung, Verkäufe) | Verkäufe  |
| ------------------------- | ---------------------------------------------------------------------- | --------- |
| Kanada (MC)               | Gold                                                                   | 50.000    |
| Vereinigte Staaten (RIAA) | Platin                                                                 | 1.000.000 |
| Insgesamt                 | 1× Gold · 1× Platin ·                                                  | 1.050.000 |

## Coverversionen
Die amerikanische Indie-Band sBACH coverte den Song ebenso wie die amerikanische Sängerin Katerina Graham.